# 日夫赖讷
日夫赖讷（法語：Givraines，法語發音：[ʒivʁɛn]）是法国卢瓦雷省的一个市镇，属于皮蒂维耶区。

## 地理
日夫赖讷（48°8'54"N, 2°22'5"E）面积11.26 平方千米，位于法国中央-卢瓦尔河谷大区卢瓦雷省，该省份为法国中北部省份，北起埃松省，西北接厄尔-卢瓦省，西南接卢瓦-谢尔省，南至涅夫勒省和谢尔省，东临约讷省，东北接塞纳-马恩省。
与日夫赖讷接壤的市镇（或旧市镇、城区）包括：埃松河畔拉讷维尔、加蒂奈地区巴维尔、博埃斯、布瓦讷、埃希勒塞、戈贝尔坦、耶夫尔城。

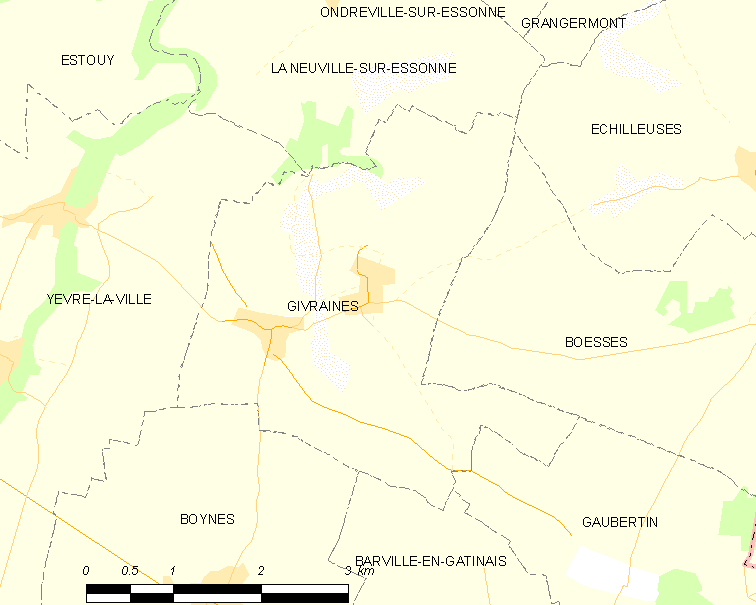
日夫赖讷的OSM定位图

日夫赖讷的时区为UTC+01:00、UTC+02:00（夏令时）。

## 行政
日夫赖讷的邮政编码为45300，INSEE市镇编码为45157。

## 政治
日夫赖讷所属的省级选区为勒马勒塞布瓦县。

## 人口

1962-2008年间日夫赖讷人口变化图示

日夫赖讷于2022年1月1日时的人口数量为420人。